# Fortaleza (Botticelli)
La fortaleza es una obra del pintor renacentista Italiano Sandro Botticelli. Está realizado al temple sobre tabla cimbrada. Mide 167 cm de alto y 87 cm de ancho. Data de 1470 y se conserva en la Galería de los Uffizi en Florencia (Italia).
Se trata de la primera obra documentada del artista. Es citada por primera vez por Albertini en el año 1510. La obra originalmente perteneció a un conjunto de siete espaldares que representaban a las Virtudes teologales y cardinales para la Sala del Tribunal de los Seis o de los Mercaderes, sito en la Plaza de la Señoría. Este Tribunal del Gremio de Mercaderes estaba formada por seis jueces que dirimían los pleitos entre mercaderes. En principio debía ejecutar todo el ciclo Piero Pollaiuolo. Por el retraso de Pollaiolo a la hora de ejecutar el encargo, el magistrado Tommaso Soderini encargó a Botticelli en 1470 ejecutar las dos obras que quedaban. Se cree que también tuvo un papel decisivo en el encargo Giovanni Antonio Vespucci, partidario de los Médicis y que era vecino de Botticelli al ser los dos de la misma parroquia de Ognissanti. Vespucci era tutor de Piero, hermano de Botticelli.
Finalmente, Botticelli contribuyó a la serie sólo con una, la representación de la virtud cardinal de La fortaleza (hoy, en la Galería Uffizi). La segunda virtud que debía pintar no fue ejecutada por las protestas de Pollaiolo.
Tras la supresión de este Tribunal, en 1777 fue almacenada, para ser después expuesta en los Uffizi desde 1861.
En esta obra se muestra a un artista que ha madurado plenamente. Impregna la obra de un sentido espacial y una presencia escénica renovados. Construye la figura según la monumentalidad tomada de Verrocchio y envuelta por una línea nerviosa, tomada de Pollaiuolo, que crea contornos evidentes y marcados, típicos de toda su producción. A través de la línea logra el relieve escultórico.
Botticelli resulta innovador en la representación iconográfica de esta Virtud, ya que están ausentes elementos tradicionales como el casco, el escudo y la espada. Se la representa como una mujer joven con coraza con diamantes, alusión a la solidez de la virtud. En la cabeza luce una diadema adornada de perlas, símbolo de pureza. Sujeta en las manos una maza de hierro, cuya forma recuerda a la de una columna, atributo que sí se ha relacionado tradicionalmente con esta virtud cardinal. Está sentada en un trono muy elaborado, con los lados y los brazos adornados por volutas formadas por hojas de acanto. Este trono se asienta sobre un estrado poligonal, calado y sostenido por columnitas. Por encima de la Fortaleza hay una bóveda con casetones de mármol.
Dado que es una de las pocas obras de Botticelli de datación segura, por estar documentada, ha servido de referencia estilística para poder datar la producción del artista.